# マテバ牛乳
マテバ牛乳（マテバぎゅうにゅう、1981年12月20日 - 本名:望月晋次）は、日本の漫画、アニメの脚本家である。神奈川県藤沢市出身。「さくらぢま」「ぢま酒」という同人サークルでも活動している。
別名義として望月晋 MATEBAなどがある。

## 主な作品

### 漫画
- シェルタアヲトコ（作画：バーニア600、コミックガム掲載、読み切り作品）

### シリーズ構成
- 課長の恋

### 脚本
- 課長の恋
- たまごふかふかフランキー（Webアニメ）
- 碓氷と彼女とロクサンの。-最後の夜=始まりの灯-（ぢま鉄）　-脚本

### 脚本協力
- RAIL_WARS!（第10話）

## 主な受賞歴
- テレ朝『D’s Garage21』内の公募企画『脚本殿堂シナリオン』第一回殿堂入り
- NovelJam 2017 日本独立作家同盟賞受賞